# Alto Palancia
Alto Palancia (Tiếng Valencian: Alt Palància) là một ’’comarca’’ trong tỉnh Castellón, Cộng đồng Valencian, Tây Ban Nha.

## Các đô thị bên trong
- Algimia de Almonacid
- Almedíjar
- Altura
- Azuébar
- Barracas
- Bejís
- Benafer
- Castellnovo
- Caudiel
- Chóvar
- Gaibiel
- Geldo
- Higueras
- Jérica
- Matet
- Navajas
- Pavías
- Pina de Montalgrao
- Sacañet
- Segorbe
- Soneja
- Sot de Ferrer
- Teresa
- Torás
- El Toro
- Vall de Almonacid
- Viver